# Chim cánh cụt hoàng gia
Chim cánh cụt hoàng gia (danh pháp hai phần: Eudyptes schlegeli) là một loài chim trong họ Spheniscidae..